# Aphroptera biroi
Aphroptera biroi är en insektsart som beskrevs av Bolívar, I. 1902. Aphroptera biroi ingår i släktet Aphroptera och familjen vårtbitare. Inga underarter finns listade i Catalogue of Life.